# 王伯群
王 伯群（おう はくぐん1885年9月6日〈光緒11年7月28日〉 - 1944年〈民国33年〉12月20日）は中華民国の政治家。名は文選だが、一般には字の伯群で知られる。護国戦争で護国軍蜂起に貢献し、後に国民政府で初代交通部長となった人物である。弟は貴州軍軍人の王文華。義理の弟（妹の夫）は軍政部長・国防部長・行政院長などを務めた何応欽。

## 事績

### 護国戦争での活動
1905年（光緒31年）、母方の叔父である劉顕世の資金援助を受けて日本へ留学し、後に中央大学に入学して政治・経済を学んだ。1910年（宣統2年）に卒業し、大学院でさらに研究を続ける。日本滞在中に中国同盟会に加入した。
辛亥革命が勃発すると王伯群は帰国し、まず北京に赴いて章炳麟（章太炎）、程徳全、張謇らが組織した中華民国聯合会に加入する。その後、統一党に加入して幹事となり、貴州省での支部組織に奔走した。1912年（民国元年）3月、雲南軍の唐継尭が貴州を占領すると、劉顕世とともにこれを支持している。王は共和党、進歩党でも幹事をつとめた。1914年（民国3年）、貴州代表として約法会議に参加し、中華民国約法制定に関与している。
1915年（民国4年）、袁世凱が皇帝即位を目論むようになると、王伯群は同じく貴州の進歩党員である戴戡とともにこれに反発する。そして梁啓超・蔡鍔らと天津で秘密裏に会談し、反袁挙兵の計画を実行する。同年12月、王伯群は蔡鍔とともに雲南へ脱出し、さらに雲南将軍唐継尭との謀議に参加した。こうして12月末に、蔡鍔・唐継尭・梁啓超らが護国軍を組織して反袁世凱の電報を発し、護国戦争が勃発する。さらに王伯群は、弟で貴州軍の有力指導者である王文華に、蜂起に消極的な貴州護軍使・劉顕世への圧力をかけさせ、後に劉も護国軍側に付かせた。その後も王伯群は護国軍の幹部の1人として、翌年6月の護国軍勝利まで指導的役割を果たしている。

### 貴州内乱を招く
その後、王伯群は貴州省の採鉱関連業務に関与し、裕黔公司（採鉱会社）で董事、群益社（省内すべての採鉱に関わる団体）で理事長をつとめる。1918年（民国7年）11月、貴州省長公署代表として広州に赴き、孫文の護法運動を支援した。翌年には中華革命党に加入し、劉顕世の代理人として上海に常駐している。
同年3月、王伯群は貴州省の代表として米国の華僑の会社と、貴陽を経由する渝柳鉄路（重慶－柳州間）の改修に関する借款契約を結んだ。ところが、契約企業に周辺地域の開発を自由にさせ、貴州省側の返還条件が厳しい契約であるとして、貴州督軍・劉顕世や「旧派」（北京政府支持派で旧軍・政財界実力者が多かった）の反発を受ける。これは、王伯群・王文華兄弟をはじめとする「新派」（孫文支持派の新軍・若手軍人が核となっていた）に対する牽制でもあった。その後、旧派と新派の権力闘争は抜き差しならないものとなっていく。
まず1919年（民国8年）には、旧派の省政務庁長・陳廷策が新派のテロに遭って負傷し、同じく旧派の省財政庁長・張協陸が新派の追及を受けて自殺に追い込まれた（民八事変）。これにより、王兄弟の貴州省内における権力が拡大していく。そして1920年（民国9年）11月、王文華は旧派掃討のクーデターを発動し、劉顕世を下野に追い込んだ（民九事変）。しかし、叔父を下野に追い込んだことや、クーデターの際の旧派要人殺戮が余りにも苛烈であったために、王文華は批判を恐れて直ちに貴州督軍となることはできず、上海の王伯群の下にいったん退避している。
そして1921年（民国10年）3月、王文華は北京政府を支持する部下・袁祖銘に暗殺されてしまった。以後、貴州省は軍人たちによる激しい主導権争いが展開され、弟を失った王伯群はもはや貴州への介入が不可能となってしまうのである。1922年（民国11年）3月、広東軍政府から貴州省長に任命されたが、袁の妨害に遭い実際に着任できなかった。同年、王伯群は中国国民党に加入している。

### 大夏大学校長、交通部長として

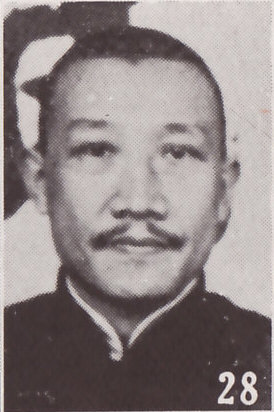
王伯群別影（『最新支那要人伝』1941年）

王伯群は政治活動の傍らで、1924年（民国13年）夏に馬君武らとともに上海で大夏大学を創設した。これは厦門大学の学生デモに対する北京政府の弾圧の影響で、修学の場や職場を失った学生・教師を救済するためのものである。1926年（民国15年）冬、王は馬の後任として大夏大学の校長となった。
蔣介石が上海クーデター（四・一二政変）を起こし、南京国民政府が成立すると、王伯群はこれに加わり、交通部部長に任ぜられた。初代交通部長として王は各事業の基礎作りに取り組み、特に電信・航空などで顕著な成果が見られる。しかし1931年（民国20年）12月、アヘン密貿易に関わったと弾劾されたことにより、交通部長辞任に追い込まれた。その後、川滇黔視察専員、行政院駐平政務整理委員会委員を歴任している。
日中戦争（抗日戦争）勃発に伴い、大夏大学と復旦大学は奥地へ移転することになる。王伯群は教育部と協力して移転事業を進め、両大学の第一聯合大学を江西省の廬山（後に重慶へ更に移転）に、第二聯合大学を貴陽に移転させた。同年12月、王は後者の校長となり、さらに後に第一聯合大学が復旦大学、第二聯合大学が大夏大学と指定された。王は戦争最中ながら、学生への指導と教育プログラムの充実に取り組んでいる。1944年（民国33年）12月20日、王伯群は重慶の江北陸軍医院で胃潰瘍が原因で死去。享年60（満59歳）。

## 注
1. ↑  熊（1993）、45頁。
2. 1 2 3 4 5 6 7 8  徐主編（2007）、104頁。
3. 1 2 3 4 5 6 7  劉国銘主編（2005）、174頁。
4. ↑  熊（1993）、45-46頁。
5. ↑  熊（1993）、46-47頁。
6. ↑  熊（1993）、47頁。
7. ↑  熊（1993）、47-48頁。
8. ↑  熊（1993）、48頁。
9. ↑  熊（1993）、49頁と徐主編（2007）、104頁による。劉国銘主編（2005）、174頁は「1921年9月20日」とする。
10. ↑  熊（1993）、48-49頁。
11. ↑  熊（1993）、49頁。
12. ↑  王伯群は交通部長の傍ら、四川省の劉湘、劉文輝の抗争を調停する任務を命ぜられた。しかし劉文輝が王の随員たちに贈賄したところ、その事実を察知した劉湘の不興を買ってしまう。まもなくその王の随員がアヘン密貿易に関与していたことを劉湘に暴かれ、これが原因で王は弾劾を受けたのである。その後、王自身は実情を知らなかったとして無罪となった。熊（1993）、49-50頁。
13. ↑  熊（1993）、50-51頁。
14. ↑  熊（1993）、51-52頁。